# If You Were with Me Now
«If You Were with Me Now» — поп-R&B песня, написанная английским продюсерским дуэтом Сток и Уотермен, австралийской поп-певицей Кайли Миноуг и американским R&B-исполнителем Китом Вашингтоном для четвёртого альбома Миноуг Let’s Get to It (1991). Спродюсированная Майком Стоком и Питом Уотерменом, песня была выпущена как второй сингл с альбома. После положительной реакции радиостанций сингл достиг 4-го места в чарте Великобритании, попал в топ-10 в Ирландии и Южной Африке, а также в топ-30 в Австралии.
Песня стала первым известным синглом Миноуг, в написании которого она принимала участие. Так как Кайли записывала свою часть вокала в Лондоне, а Кит Вашингтон в США, дуэт не встречался до съёмок музыкального видео. Интересно, что в видео нет ни одной их совместной сцены, хотя они снимались в одном и том же месте.

## Список композиций
Здесь представлены основные форматы релиза и трек-листы сингла «If You Were with Me Now».
| №  | Название                                 | Длительность |
| -- | ---------------------------------------- | ------------ |
| 1. | «If You Were with Me Now»                | 3:10         |
| 2. | «I Guess I Like It Like That»            | 5:59         |
| 3. | «If You Were with Me Now» (Extended Mix) | 5:06         |

| №  | Название                             | Длительность |
| -- | ------------------------------------ | ------------ |
| 1. | «If You Were with Me Now»            | 3:10         |
| 2. | «I Guess I Like It Like That» (Edit) | 3:42         |
| 3. | «If You Were with Me Now»            | 6:00         |

| №  | Название                  | Длительность |
| -- | ------------------------- | ------------ |
| 1. | «If You Were with Me Now» | 3:10         |

| №  | Название                             | Длительность |
| -- | ------------------------------------ | ------------ |
| 1. | «I Guess I Like It Like That» (Edit) | 3:42         |

| №  | Название                             | Длительность |
| -- | ------------------------------------ | ------------ |
| 1. | «If You Were with Me Now» (Extended) | 5:08         |

| №  | Название                      | Длительность |
| -- | ----------------------------- | ------------ |
| 1. | «I Guess I Like It Like That» | 5:58         |

| №  | Название                      | Длительность |
| -- | ----------------------------- | ------------ |
| 1. | «I Guess I Like It Like That» | 5:58         |

| №  | Название                             | Длительность |
| -- | ------------------------------------ | ------------ |
| 1. | «I Guess I Like It Like That» (Edit) | 3:30         |
| 2. | «If You Were with Me Now»            | 3:10         |

Австралийский 12-дюймовый виниловый сингл включал на стороне «A» песню «I Guess I Like It Like That», вследствие чего песня там стала успешным клубным хитом. Так как «I Guess I Like It Like That» был выпущен только как А-сторона сингла, песне не удалось попасть в чарты Австралии.

| №  | Название                                       | Длительность |
| -- | ---------------------------------------------- | ------------ |
| 1. | «If You Were with Me Now»                      | 3:10         |
| 2. | «If You Were with Me Now» (Extended Version)   | 5:08         |
| 3. | «If You Were with Me Now» (Orchestral Version) | 3:12         |
| 4. | «If You Were with Me Now» (Instrumental)       | 3:10         |
| 5. | «If You Were with Me Now» (Backing Track)      | 3:10         |
| 6. | «I Guess I Like It Like That»                  | 5:58         |
| 7. | «I Guess I Like It Like That» (Edit)           | 3:42         |
| 8. | «I Guess I Like It Like That» (Instrumental)   | 3:49         |
| 9. | «I Guess I Like It Like That» (Backing Track)  | 3:49         |

## Участники записи
| - Кайли Миноуг — вокал - Кит Вашингтон — вокал - Кэрол Кэньон — бэк-вокал - Мэй МакКенна — бэк-вокал - Джулиан Джинджелл — клавишные - Майк Сток — клавишные, аранжировка, бэк-вокал и продюсер | - Пол Ризер — аранжировка партий струнных инструментов - Пол Уотермен — аранжировка, ассистент звукооператора и продюсер - Дейв Форд — микширование «I Guess I Like It Like That» - Фил Хардинг — микширование «If You Were with Me Now» - Питер Дэй — звукооператор |

## Выступления
Миноуг исполняла песню только в 1991 году во время турне Let’s Get to It Tour.

## Позиции в хит-парадах
| Чарт (1991)          | Место |
| -------------------- | ----- |
| ARIA Singles Chart   | 23    |
| Ultratop             | 31    |
| UK Singles Chart     | 4     |
| German Singles Chart | 61    |
| Irish Singles Chart  | 7     |
| MegaCharts           | 56    |